# هیلستون، نیوساوت ولز
هیلستون (به انگلیسی: Hillston) یک شهرک در استرالیا است که در نیو ساوت ولز واقع شده‌است.